# Studio Uno 66
Studio Uno 66 es el noveno álbum de la cantante italiana Mina, el tercero de estudio publicado por la discográfica Ri-Fi en julio de 1966.
Como sugiere el título del álbum, éste recoge el repertorio de canciones escritas desde cero y exclusivamente para Mina, la auténtica estrella del programa de televisión Studio Uno de 1966, que su cuarta edición.
Inicialmente, el programa habría durado doce episodios, todas centradas en Mina. La cantante, sin embargo, declinó el compromiso en ese momento y la transmisión se dividió en cuatro ciclos de cinco episodios cada uno; cada ciclo incluye la sustitución de la primera dama del programa. La última, que contó con el mayor éxito, era el que tenía Mina.
En cinco episodios del 28 de mayo al 25 de junio de 1966 Mina presenta al público casi todas las canciones del álbum (publicado a finales de julio), seguido inmediatamente por la salida del sencillo correspondiente y su clasificación en las listas.
La popularidad del programa, combinada con la capacidad de Mina para interpretar cualquier canción en la que cada pieza no es nunca banal o con de poca importancia, son las principales razones por las que todos los sencillos, uno tras otro, suben en la lista de éxitos. Finalmente, el álbum es un éxito comercial i será el quinto LP más vendido en 1966.
En este disco aparece la versión clásica de Se Telefonando con el texto revisado, la primera versión, la original, está disponible en el recopilatorio Mina Gold 2 de 1999. La diferencia consiste en el cambio de la frase «Poi nel buio la tua mano d'improvviso sulla mia» por «Poi nel buio le tue mani d'improvviso sulle mie». 
Este álbum ha sido reeditado y remasterizado en diversas ocasiones.

## Lista de canciones
| N.º | Título                             | Duración |  |
| 1.  | «Ta-ra-ta-ta (Try Your Luck)»      | 2:13     |  |
| 2.  | «No»                               | 2:27     |  |
| 3.  | «Se tu non fossi qui»              | 3:03     |  |
| 4.  | «Breve amore (You Never Told Me)»  | 2:36     |  |
| 5.  | «Sono qui per te»                  | 2:54     |  |
| 6.  | «Mai così»                         | 2:49     |  |
| 7.  | «Se telefonando»                   | 2:56     |  |
| 8.  | «Mi sei scoppiato dentro il cuore» | 3:05     |  |
| 9.  | «Una casa in cima al mondo»        | 3:01     |  |
| 10. | «Addio»                            | 2:29     |  |
| 11. | «Ebb Tide»                         | 2:43     |  |
| 12. | «Lontanissimo (Somewere)»          | 2:04     |  |

- Datos: Q3976300